# Mezinárodní komise pro osvětlování

Diagram chromatičnosti s vlnovými délkami v nanometrech.

Mezinárodní komise pro osvětlování (Commission internationale de l'éclairage, CIE) je mezinárodní organizace věnující se světlu, osvětlování, barvě a kolorimetrickým soustavám.
V roce 1931 komise vyvinula kolorimetrický prostor XYZ, který se stále používá k definování barev.